# Campos Racing
Campos Racing (antes denominada Adrián Campos Motorsport hasta 2005 y Campos Grand Prix) es una escudería de automovilismo española con sede en el municipio de Alcira, en la provincia de Valencia, en España. Fue fundada en 1997 por el expiloto español de Fórmula 1 Adrián Campos. Actualmente compite en siete categorías de monoplazas: Campeonato de Fórmula 2 de la FIA, Campeonato de Fórmula 3 de la FIA, F1 Academy, Campeonato de España de F4, Eurocup-3, Fórmula Winter Series y E4 Spanish Winter Championship.
La escudería operó técnicamente al equipo NIO 333 en Fórmula E durante las dos primeras temporadas de la categoría, en la temporada inaugural de 2014-15, el brasileño Nelson Piquet, Jr. resultó campeón con un monoplaza de este equipo.
Entre sus pilotos destacan Fernando Alonso, Antonio García, Marc Gené, Roldán Rodríguez, Giorgio Pantano, Vitali Petrov, Lucas Di Grassi, Sergio Pérez, Alexander Rossi, Álex Palou, Rio Haryanto, Mitch Evans, Roberto Merhi, Lando Norris, Luca Ghiotto, Roy Nissany, Jack Aitken, Linus Lundqvist e Isack Hadjar.

## Historia
La historia de Campos Racing comenzó en 1998, cuando Adrián Campos decidió, después de haber competido durante más de 18 años en campeonatos de monoplazas y turismos como la Fórmula 1, que era el momento de formar su propia escudería automovilística. Su deseo en este nuevo proyecto fue el de llevar a los jóvenes talentos al más alto nivel en el mundo de la competición del motor e impulsar a los pilotos españoles. Campos Motorsport fue fundada en 1998, rebautizada como Campos Racing en 2005, para posteriormente y bajo una renovada imagen pasar a llamarse Campos Grand Prix en 2007. 

### Primeros años

#### 1998/1999
Adrián Campos Motorsport se une a una nueva competición llamada Open Fortuna by Nissan, que fue creada como plataforma para llegar a la Fórmula 1. Adrián elige a Marc Gené, y al entonces joven y prometedor piloto de Karting Antonio García. Las cosas no pudieron ir mejor y Gené fue el campeón en esa misma primera temporada. Después de esto Gené iría a competir a la Fórmula 1. García finalizó en la 5.ª posición en el campeonato y el equipo consiguió también el título de escuderías. La temporada siguiente el equipo repitió en el mismo campeonato, aunque este había cambiado su nombre por Euro Open Movistar by Nissan. García continuó un año más y su compañero de equipo fue otro joven piloto con un excelente balance en el Karting siendo campeón del mundo en 1996, Fernando Alonso.
Sin haber tenido experiencia previa en el pilotaje de monoplazas de competición, Alonso se erigió como campeón del Euro Open Movistar by Nissan con seis victorias en su primera temporada. García terminó en quinta posición y Campos Motorsport mantuvo además el título de mejor equipo. Más tarde, el piloto asturiano fue a competir en la ya extinta Fórmula 3000. Al año siguiente le fue dada la oportunidad de competir en la Fórmula 1.

#### 2000
En el año 2000, el equipo con sede en Alcira le confía de nuevo a García para retener el título de pilotos y contrata al francés Patrice Gay como compañero. La temporada termina con García ganando el campeonato de pilotos en su tercer año, mientras que su compañero finalizó en 5.ª posición, por lo que el equipo se pudo proclamar por 3.ª temporada consecutiva ganador de ambos campeonatos, tanto por equipos como de pilotos.

#### 2001/2002
En la siguiente temporada Adrián Campos decide añadir un tercer coche al equipo. Después de que García se trasladara a la Fórmula 3000, los pilotos elegidos fueron Rafael Sarandeses y Matteo Bobbi. El tercer piloto sería el debutante Borja García. El equipo terminó en tercera posición en el campeonato. En 2002 el campeonato cambió de nombre pasando a llamarse World Series. Esa misma temporada Antonio García volvió al equipo después de un año en Fórmula 3000. Polo Villamil fue el segundo piloto. La temporada terminó con García en la 5.ª posición en el campeonato de pilotos.

#### 2003
En 2003 Adrián Campos Motorsport tuvo a Marc Gené y al castellonense Santiago Porteiro como pilotos para la temporada. Marc Gené solo pudo completar la mitad de la temporada. Después de su victoria en Zolder fue requerido por Williams F1 para sustituir a Ralf Schumacher en varias carreras, ya que Marc era el piloto de pruebas de Williams.

#### 2004
En la temporada 2004 se decidió por centrarse en el Campeonato de España de Fórmula 3 con una estructura de dos equipos y cuatro pilotos. El alicantino Sergio Hernández y el italiano Giacomo Piccini, que dio paso a mitad de temporada a Roldán Rodríguez. Estos fueron los pilotos que iniciaron el campeonato bajo el nombre de Campos Minardi Fórmula 3 Team. Para el Campos Lease Plan Team los pilotos elegidos fueron Álvaro Barba, nacido en Sevilla pero residente en Sagunto, y Dani Martín.

### Salto a la GP2

#### 2005
En 2005 el equipo que cambió de nombre y pasó a llamarse Campos Racing, que dio un gran salto al ser aceptado para formar parte junto con los mejores equipos de Europa en la GP2 Series, que sustituiría a la Fórmula 3000, convirtiéndose de esta forma en el segundo campeonato más importante tan solo por detrás de la Fórmula 1. Los pilotos nominados para pilotar los coches de Campos Racing fueron Sergio Hernández y el argentino Juan Cruz Álvarez. Campos Racing continuó su participación en la Fórmula 3 española. Los pilotos en 2005 eran Álvaro Barba y Roldán Rodríguez. Barba finalizó el campeonato en la 5.ª plaza, mientras que Rodríguez fue 7.º y la escudería terminó con un subcampeonato por equipos. Al mismo tiempo, Campos Racing competía en la Copa de España representando a la Escuela del Circuit de la Comunitat Valenciana. Arturo Llobell se hizo con el título, mientras que su compañero Marco Barba finalizó tercero.

#### 2006
2006 fue la segunda temporada del equipo en las GP2 Series. La escudería hace un importantísimo esfuerzo en términos técnicos, incrementando su presupuesto y firmando con Adrián Vallés y Félix Porteiro como pilotos. Los dos procedían de las World Series by Renault, donde terminaron 2.º y 5.º respectivamente. A pesar de ello, los resultados no fueron como el equipo esperaba aunque ambos pilotos consiguieron alcanzar posiciones de pódium. Tanto Vallés como Porteiro han continuado en el mundo del motor; Vallés firmó como piloto de pruebas de Midland en la Fórmula 1, mientras que Porteiro llegó a ser piloto oficial de BMW en el Campeonato Mundial de Turismos (WTCC).
El equipo siguió también participando por 3.er año en el Campeonato de España de F3, con Roldán Rodríguez consiguiendo el subcampeonato de pilotos. Marco Barba fue esta temporada su compañero. Germán Sánchez se hizo con el título en la categoría de Copa de España de F3, mientras que su compañero dentro de la Escuela del Circuit Adrián Campos, jr. finalizó tercero, acumulando entre los dos más de veinte pódiums.

#### 2007
La de 2007 fue la tercera temporada compitiendo en GP2 bajo el nombre Campos Grand Prix. Se hizo un gran esfuerzo para firmar con el experimentado piloto Giorgio Pantano, el cual había competido en Fórmula 1 en 2004 para Jordan y en 2006 había finalizado quinto en las GP2 Series. Su compañero de equipo fue el ruso Vitaly Petrov, que había corrido las últimas ocho carreras de la temporada anterior compaginándolo con el campeonato Euroseries 3000, donde consiguió terminar en 3.ª posición después de haber conseguido la victoria en cuatro carreras del campeonato. El equipo terminó en la 3.ª plaza en sendos campeonatos, el de equipos y el de pilotos, tras haber logrado un total de seis pódiums con tres victorias, redondeando la temporada con un excepcional doblete en la carrera del Circuito Ricardo Tormo. En el Campeonato de España de Fórmula 3, Campos Grand Prix compitió con cuatro coches. El equipo firmó con dos nuevos pilotos, Nicolas Prost y Manuel Sáez Merino, mientras que Adrián Campos Jr. y Germán Sánchez continuaron en la Copa de España de F3. El equipo finalizó en una meritoria 2.ª posición gracias a la 3.ª plaza conseguida por Prost en el campeonato de pilotos y Germán Sánchez siendo rookie del año. Este año supuso un salto de calidad con la llegada de Alejandro Agag a la escudería valenciana, con la llegada de nuevos patrocinadores y una reorganización del accionariado, equipo directivo y técnico.

#### 2008
En 2008 el equipo compitió en las GP2 Asia Series bajo el nombre de Barwa International Campos Team con el ruso Vitaly Petrov y el británico Ben Hanley. El equipo finalizó 3.º, tanto en el campeonato por equipo como por pilotos. Estos mismo pilotos empezaron en el equipo español la temporada de las GP2 Series que comenzó a finales de abril con la disputa del Gran Premio de España, hasta que el subcampeón de la pasada temporada Lucas di Grassi se incorporó al equipo. Di Grassi consiguió terminar en 3.ª posición en el campeonato de pilotos, mientras que el equipo se hizo con el campeonato de escuderías.
En el campeonato European F3 Open, Germán Sánchez y Adrián Campos, jr. coincidieron en su segunda temporada juntos en esta categoría con el título como principal objetivo. Sendos pilotos valencianos estuvieron al volante de los nuevos Dallara 308. A estos dos pilotos se unieron dos mujeres piloto, la suiza Natacha Gachnang y la alcoyana Carmen Jordá.
Las dos pilotos estuvieron al volante de los F306, por lo que tomaron parte en el campeonato español dentro de la categoría de la Copa de España de Fórmula 3. Manteniendo esta línea, 3 de los 4 pilotos en esta temporada 2008: Adrián Campos, jr., Germán Sánchez y Carmen Jordá son nacidos en la Comunidad Valenciana. 
Campos Racing consiguió 16 pódiums en 16 carreras incluyendo 6 victorias y cuatro pole positions. Además de todo ello, el equipo Valenciano fue el único en conseguir victorias con 3 de sus 4 pilotos. En este mismo año la Escudería cumplía 10 años desde el entonces Adrián Campos Motorsport el cual diez años después e innumerables éxitos continuaba manteniendo a la mayoría de miembros que iniciaron la andadura en 1998.

### Venta del equipo de GP2 e intento de entrada a la Fórmula 1

#### 2009
En esta temporada, Campos Racing ganó de nuevo los dos títulos del European F3 Open, tanto el de pilotos como el de equipos con Bruno Méndez demostrando que fue el mejor piloto durante todo el año. Alejandro Agag, se queda por completo la parte de GP2 bajo el nombre de Barwa Addax Team.

#### 2010
Adrián Campos funda el primer equipo español de Fórmula 1 Campos Meta Racing F1 Team, pero por falta de financiación vendió el proyecto y su escudería a José Carabante por falta de presupuesto, así se fundaría Hispania Racing F1 Team. Durante esta temporada, la escudería no competiría en ninguna categoría.

### Vuelta a la competición

#### 2011
Después de un año sin participar en ninguna competición, Campos Racing volvería a la misma, anunciando que participaría en la temporada de la Auto GP. y de las Superstars Series. En la Auto GP, la escudería inicia la temporada con 3 pilotos españoles, aunque por distintas circunstancias, la termina con pilotos de otros países, logra terminar subcampeona de escuderías empatada con la escudería Team Lazarus y gracias a 2 victorias en las 2 últimas carreras de la temporada. En las Superstars Series particípan solo las 3 primeras rondas con Sergio Hernández y con Isaac Tutumlu, luego solo se presentarían en la sexta cita con Sergio. Ante estos resultados deciden no competir en esta categoría en el año 2012.

#### 2012
En 2012 vuelven al European F3 Open con el argentino Facu Regalia que termina cuarto en el campeonato y el ruso Denis Nagulin. Ambos disputan la temporada completa y el equipo termina tercero en el campeonato de pilotos.
. También participán en la Auto GP con tres pilotos, con Facu Regalia, Max Snegirev y con el italiano Giuseppe Cipriani en la Temporada 2012 de Auto GP World Series, donde terminan en quinta posición.

#### 2013
En 2013 siguen en el campeonato del F3 Open, con Denis Nagulin, la venezolana Valeria Carballo y el polaco Artur Janosz. Los 3 disputan todas las rondas pero no consiguen grandes resultados. No participan en la Auto GP pero si hacen aparición por primera vez en el ETCC, con Igor Skuz corriendo toda la temporada y quedando séptimo.

#### 2014
El Addax Team desaparece y el empresario Alejandro Agag comienza el nuevo campeonato de coches eléctricos FIAFormulaE. Adrián Campos, junto con la ayuda de su amigo, el empresario valenciano, Miguel Valldecabres Polop, recompra su plaza junto con todos los activos del Addax Team, para devolver a Campos Racing a la GP2 Series, Arthur Pic y Kimiya Sato fueron los dos pilotos elegidos, y gracias a los resultados del primero la escudería logró el séptimo puesto en la clasificación de escuderías y una victoria en el circuito de Hungaroring. En el ETCC, volvieron a contar con Igor Skuz, quien esta vez logró grandes resultados y quedó tercero en la categoría TC2 Turbo. En la EuroFormula Open, nuevo nombre de la European F3 Open, comptien toda la temporada en sus filas Konstantin Tereshchenko, Sean Walkinshaw y el español Álex Palou, quien consigue quedar tercero en la general de pilotos y logra el subcampeonato de escuderías para Campos Racing.

### Nuevas competiciones

#### 2015
El 2015 Campos Racing se expande aún más, realizando una ampliación de capital para dar entrada a inversores internacionales y, por un lado, no participa en el ETCC, pero por otro, entra en la GP3 Series, en el WTCC, en la TCR Series y en la Fórmula E, aunque no como equipo sino apoyando técnicamente a la escudería NEXTEV TCR Formula E Team, hoy conocida como NIO FormulaE Team. En total, participa en 6 competiciones esta temporada. En el EuroFormula Open participan con 4 pilotos Konstantin Tereshchenko que repite, Diego Menchaca, Henrique Baptista y Ahmad Al Ghanem. Tereschenco es subcampeón, y Campos Racing también por segundo año consecutivo. En la GP2, repiten con Pic y se une Rio Haryanto, quien queda 4.º en el campeonato de pilotos. La escudería también queda en esa posición en el campeonato. En GP3, cuentan con Zaid Ashkanani y Álex Palou quien asciende desde la EF Open, a temporada completa, mientras que el tercer asiento se lo reparten diversos pilotos. Palou logra la victoria en la última carrera de la temporada, pero eso no arregló el primer año para Campos en GP3 que quedó penúltima como escudería. En el WTCC correc con 3 Chevrolet Cruze, 2 de ellos corren toda la temporada con los franceses Hugo Valente y John Filippi al volante. Logran ser subcampeones en el Trofeo Yokohama por equipos. En el TCR, a duras penas consiguen participar en 17 carreras con un coche y en tan solo 2, con 2. Quedan quintos en el campeonato de escuderías. Por último en la Fórmula E, quedan quintos en el campeonato de equipos, pero logran el de pilotos por un punto con Nelson Piquet, Jr.

#### 2016
En 2016 siguen en las mismas competiciones que en el año anterior. En la Fórmula E repite Nelson Piquet, Jr. y se une Oliver Turvey, pero la escudería no logra resultados y queda última en el campeonato. En la GP2 Series compiten con la bandera de Indonesio debido al patrocinio de Pertamina, Sean Gelael y Mitch Evans logran un doblete en Austria y estuvieron a punto de lograr otro en la carrera anterior, sin embargo ese es su único resultado destacado en toda la temporada y quedan sextos en el campeonato con 114 puntos. En la GP3 repiten mal resultado y quedan últimos, con un único podio de Alex Palou como posición destacada. En el WTCC participan con un solo coche a temporada completa, repitiendo Filippi con el Cruze que queda decimoctavo en el campeonato de pilotos. Esteban Guerrieri también corre con Campos en la ronda argentina. La EuroFormula Open es el único escenario positivo para Campos en 2016, con Julio Moreno, Diego Menchaca, Leonardo Pulcini y Gülhüseyn Abdullayev a temporada completa, la escudería logra el campeonato de pilotos y el campeonato de escuderías gracias a los resultados del italiano Pulcini, mientras Menchaca con 4 podios, termina 4.º en el campeonato.

### Nuevo proyecto y la muerte de Adrían Campos (2020-presente)

#### Nuevo intento de entrada a la Fórmula 1 con vistas a 2021
El 3 de octubre de 2019 se hace oficial a través de un comunicado de prensa que mediante un proyecto en el que se encuentran involucrados Adrián Campos, un accionista minoritario en Campos Racing Salvatore Gandolfo y la empresa Motorsport Increase Management está preparando un plan para entrar en la F1 a partir de la temporada 2021. Aseguran haber mantenido ya conversaciones con la organización de la F1, sin aportar más datos al respecto y asegurando que esperarían al anuncio del reglamento de F1 de 2021 para seguir dando pasos adelante. En ese momento, la escudería ya habría gastado una importante cantidad de dinero en preparar el proyecto.
No obstante, la relación con Salvatore Gandolfo no fructifica y el equipo realiza una operación de compra de las participaciones sociales de este último, quedando totalmente desvinculado de la escudería. 
Adrián Campos falleció el 27 de enero de 2021, a los sesenta años, a consecuencia de una disección aórtica repentina.
En la actualidad, la compañía valenciana está gestionada por Adrián Campos Jr., quién ha liderado el crecimiento de la escudería con la participación en 6 campeonatos simultáneamente y con un equipo de más de 200 personas. Adrián Campos Jr continúa el légado de su padre, junto con un equipo de directivos jóvenes pero con ambición de seguir creciendo y formando pilotos en la mejor lanzadera de pilotos desde el karting hasta a la Fórmula 1.

## Resultados

### Categorías actuales

#### Campeonato de Fórmula 2 de la FIA
(Clave) (negrita indica pole position) (cursiva indica vuelta rápida puntuable)

| Año   | Chasis                                 | Neu. | N.º | Pilotos           | 1    | 1    | 2    | 2    | 3   | 3   | 4    | 4    | 5    | 5    | 6   | 6   | 7   | 7   | 8   | 8   | 9   | 9   | 10  | 10  | 11   | 11   | 12   | 12   | 13  | 13  | 14  | 14  | Puntos | Pos. | Ref.   |
| ----- | -------------------------------------- | ---- | --- | ----------------- | ---- | ---- | ---- | ---- | --- | --- | ---- | ---- | ---- | ---- | --- | --- | --- | --- | --- | --- | --- | --- | --- | --- | ---- | ---- | ---- | ---- | --- | --- | --- | --- | ------ | ---- | ------ |
| 2017  | Dallara GP2/11 Mecachrome V8108 GP2 V8 | P    |     |                   | SAK  | SAK  | BAR  | BAR  | MON | MON | BAK  | BAK  | SPI  | SPI  | SIL | SIL | BUD | BUD | SPA | SPA | MNZ | MNZ | JER | JER | YMC  | YMC  |      |      |     |     |     |     | 17     | 9.º  | [ 11 ] |
| 2017  | Dallara GP2/11 Mecachrome V8108 GP2 V8 | P    | 11  | Ralph Boschung    | 12   | Ret  | 12   | 17   | 12  | Ret | 8    | 8    | 7    | Ret  | 11  | Ret | 11  | 16  | 13  | 13  | 15  | 13  | Ret | 19† |      |      |      |      |     |     |     |     | 17     | 9.º  | [ 11 ] |
| 2017  | Dallara GP2/11 Mecachrome V8108 GP2 V8 | P    | 11  | Lando Norris      |      |      |      |      |     |     |      |      |      |      |     |     |     |     |     |     |     |     |     |     | Ret  | 13   |      |      |     |     |     |     | 17     | 9.º  | [ 11 ] |
| 2017  | Dallara GP2/11 Mecachrome V8108 GP2 V8 | P    | 12  | Stefano Coletti   | 16   | 15   |      |      |     |     |      |      |      |      |     |     |     |     |     |     |     |     |     |     |      |      |      |      |     |     |     |     | 17     | 9.º  | [ 11 ] |
| 2017  | Dallara GP2/11 Mecachrome V8108 GP2 V8 | P    | 12  | Roberto Merhi     |      |      | 19†  | 12   |     |     |      |      |      |      |     |     |     |     |     |     |     |     |     |     |      |      |      |      |     |     |     |     | 17     | 9.º  | [ 11 ] |
| 2017  | Dallara GP2/11 Mecachrome V8108 GP2 V8 | P    | 12  | Robert Vișoiu     |      |      |      |      | Ret | 15  | 15   | 11   | 11   | 17†  | 17  | 11  | Ret | Ret | 10  | 16  | 16  | 19  |     |     |      |      |      |      |     |     |     |     | 17     | 9.º  | [ 11 ] |
| 2017  | Dallara GP2/11 Mecachrome V8108 GP2 V8 | P    | 12  | Álex Palou        |      |      |      |      |     |     |      |      |      |      |     |     |     |     |     |     |     |     | 8   | 8   | 12   | 12   |      |      |     |     |     |     | 17     | 9.º  | [ 11 ] |
| 2018  | Dallara F2 2018 Mecachrome V6 Turbo    | P    |     |                   | SAK  | SAK  | BAK  | BAK  | BAR | BAR | MON  | MON  | LEC  | LEC  | SPI | SPI | SIL | SIL | BUD | BUD | SPA | SPA | MNZ | MNZ | SOC  | SOC  | YMC  | YMC  |     |     |     |     | 132    | 7.º  | [ 12 ] |
| 2018  | Dallara F2 2018 Mecachrome V6 Turbo    | P    | 14  | Luca Ghiotto      | 12   | 6    | Ret  | 14   | 4   | 5   | Ret  | 10   | 3    | 3    | 12  | 13  | 5   | 10  | 6   | 2   | 7   | 6   | 10  | 6   | Ret  | 14   | 3    | 9    |     |     |     |     | 132    | 7.º  | [ 12 ] |
| 2018  | Dallara F2 2018 Mecachrome V6 Turbo    | P    | 15  | Roy Nissany       | 16   | 15   | Ret  | Ret  | 12  | 14  | 12   | Ret  | 15   | 10   | Ret | 17  | 15  | 14  | 15  | 15  | 10  | 14  | 16  | 15  |      |      |      |      |     |     |     |     | 132    | 7.º  | [ 12 ] |
| 2018  | Dallara F2 2018 Mecachrome V6 Turbo    | P    | 15  | Roberto Merhi     |      |      |      |      |     |     |      |      |      |      |     |     |     |     |     |     |     |     |     |     | 9    | 6    | 8    | 3    |     |     |     |     | 132    | 7.º  | [ 12 ] |
| 2019  | Dallara F2 2018 Mecachrome V6 Turbo    | P    |     |                   | SAK  | SAK  | BAK  | BAK  | BAR | BAR | MON  | MON  | LEC  | LEC  | SPI | SPI | SIL | SIL | BUD | BUD | SPA | SPA | MNZ | MNZ | SOC  | SOC  | YMC  | YMC  |     |     |     |     | 189    | 5.º  | [ 13 ] |
| 2019  | Dallara F2 2018 Mecachrome V6 Turbo    | P    | 14  | Dorian Boccolacci | 15   | 17   | 5    | 7    | 14  | 18  | 4    | 5    | Ret  | 13   |     |     |     |     |     |     |     |     |     |     |      |      |      |      |     |     |     |     | 189    | 5.º  | [ 13 ] |
| 2019  | Dallara F2 2018 Mecachrome V6 Turbo    | P    | 14  | Arjun Maini       |      |      |      |      |     |     |      |      |      |      | DSQ | 15  | 13  | 13  | Ret | 16  |     |     |     |     |      |      |      |      |     |     |     |     | 189    | 5.º  | [ 13 ] |
| 2019  | Dallara F2 2018 Mecachrome V6 Turbo    | P    | 14  | Marino Sato       |      |      |      |      |     |     |      |      |      |      |     |     |     |     |     |     | C   | C   | 12  | 11  | 16   | 15   | 18   | 16   |     |     |     |     | 189    | 5.º  | [ 13 ] |
| 2019  | Dallara F2 2018 Mecachrome V6 Turbo    | P    | 15  | Jack Aitken       | 7    | 11   | 1    | 3    | 2   | 8   | 17†  | 13   | 3    | 4    | 10  | 18  | 5   | 1   | 3   | 5   | C   | C   | 8   | 1   | 7    | 11   | 11   | 10   |     |     |     |     | 189    | 5.º  | [ 13 ] |
| 2020  | Dallara F2 2018 Mecachrome V6 Turbo    | P    |     |                   | SPI1 | SPI1 | SPI2 | SPI2 | BUD | BUD | SIL1 | SIL1 | SIL2 | SIL2 | BAR | BAR | SPA | SPA | MNZ | MNZ | MUG | MUG | SOC | SOC | SAK1 | SAK1 | SAK2 | SAK2 |     |     |     |     | 48     | 9.º  | [ 14 ] |
| 2020  | Dallara F2 2018 Mecachrome V6 Turbo    | P    | 9   | Jack Aitken       | 15   | 8    | 9    | 6    | 13  | 19  | 13   | 8    | 3    | 3    | 18† | 18  | 13  | 17  | 13  | 7   | Ret | 13  | 6   | 4   | 10   | 17†  | 14   | Ret  |     |     |     |     |        | 9.º  | [ 14 ] |
| 2020  | Dallara F2 2018 Mecachrome V6 Turbo    | P    | 10  | Guilherme Samaia  | 16   | 15   | 20   | 17   | 15  | 21  | 21   | 25   | 20   | 19   | 16  | 20  | Ret | 15  | 21  | 14  | 18  | 16  | 16  | Ret | 21   | 18†  | 22   | 19   |     |     |     |     |        | 9.º  | [ 14 ] |
| 2021  | Dallara F2 2018 Mecachrome V6 Turbo    | P    |     |                   | 1    | 1    | 1    | 2    | 2   | 2   | 3    | 3    | 3    | 4    | 4   | 4   | 5   | 5   | 5   | 6   | 6   | 6   | 7   | 7   | 7    | 8    | 8    | 8    |     |     |     |     | 66.5   | 7.º  | [ 15 ] |
| 2021  | Dallara F2 2018 Mecachrome V6 Turbo    | P    | SAK | SAK               | SAK  | MON  | MON  | MON  | BAK | BAK | BAK  | SIL  | SIL  | SIL  | MNZ | MNZ | MNZ | SOC | SOC | SOC | YED | YED | YED | YMC | YMC  | YMC  |      |      |     |     |     |     | 66.5   | 7.º  | [ 15 ] |
| 2021  | Dallara F2 2018 Mecachrome V6 Turbo    | P    | 20  | Gianluca Petecof  | 17   | 13   | Ret  | Ret  | Ret | 17  |      |      |      |      |     |     |     |     |     |     |     |     |     |     |      |      |      |      |     |     |     |     | 66.5   | 7.º  | [ 15 ] |
| 2021  | Dallara F2 2018 Mecachrome V6 Turbo    | P    | 20  | Matteo Nannini    |      |      |      |      |     |     | 15   | 11   | DNS  | 15   | 14  | 18  |     |     |     |     |     |     |     |     |      |      |      |      |     |     |     |     | 66.5   | 7.º  | [ 15 ] |
| 2021  | Dallara F2 2018 Mecachrome V6 Turbo    | P    | 20  | David Beckmann    |      |      |      |      |     |     |      |      |      |      |     |     | 10  | 5   | 16† | 15  | C   | 10  |     |     |      |      |      |      |     |     |     |     | 66.5   | 7.º  | [ 15 ] |
| 2021  | Dallara F2 2018 Mecachrome V6 Turbo    | P    | 20  | Olli Caldwell     |      |      |      |      |     |     |      |      |      |      |     |     |     |     |     |     |     |     | 18  | 12  | 16   | 20   | 15   | 18   |     |     |     |     | 66.5   | 7.º  | [ 15 ] |
| 2021  | Dallara F2 2018 Mecachrome V6 Turbo    | P    | 21  | Ralph Boschung    | Ret  | 17   | 15   | 4    | 5   | 6   | 6    | Ret  | 5    | 14   | Ret | 14  | 14  | 9   | 14  | 6   | C   | 19† | 15  | 9   | 3    | 9    | 3    | 9    |     |     |     |     | 66.5   | 7.º  | [ 15 ] |
| 2022  | Dallara F2 2018 Mecachrome V6 Turbo    | P    |     |                   | 1    | 1    | 2    | 2    | 3   | 3   | 4    | 4    | 5    | 5    | 6   | 6   | 7   | 7   | 8   | 8   | 9   | 9   | 10  | 10  | 11   | 11   | 12   | 12   | 13  | 13  | 14  | 14  | 67     | 11.º | [ 16 ] |
| 2022  | Dallara F2 2018 Mecachrome V6 Turbo    | P    | SAK | SAK               | YED  | YED  | IMO  | IMO  | BAR | BAR | MON  | MON  | BAK  | BAK  | SIL | SIL | SPI | SPI | LEC | LEC | BUD | BUD | SPA | SPA | ZAN  | ZAN  | MNZ  | MNZ  | YMC | YMC |     |     | 67     | 11.º | [ 16 ] |
| 2022  | Dallara F2 2018 Mecachrome V6 Turbo    | P    | 14  | Olli Caldwell     | 19†  | 17   | 14   | 16   | 17  | 13  | 13   | 14   | 16   | 15   | 19  | Ret | 18  | 17  | 17  | 6   | 18  | 13  | 10  | 20† | EX   | EX   | Ret  | 8    | Ret | Ret | 16  | Ret | 67     | 11.º | [ 16 ] |
| 2022  | Dallara F2 2018 Mecachrome V6 Turbo    | P    | 14  | Lirim Zendeli     |      |      |      |      |     |     |      |      |      |      |     |     |     |     |     |     |     |     |     |     | 20   | 21†  |      |      |     |     |     |     | 67     | 11.º | [ 16 ] |
| 2022  | Dallara F2 2018 Mecachrome V6 Turbo    | P    | 15  | Ralph Boschung    | 4    | 4    | 15   | 15   | Ret | 3   | WD   | WD   | WD   | WD   | 15† | 9   | WD  | WD  |     |     |     |     |     |     | 3    | 14   | 17   | 17   | Ret | Ret | 17  | Ret | 67     | 11.º | [ 16 ] |
| 2022  | Dallara F2 2018 Mecachrome V6 Turbo    | P    | 15  | Roberto Merhi     |      |      |      |      |     |     |      |      |      |      |     |     |     |     | 19† | 3   | Ret | Ret | 14  | Ret |      |      |      |      |     |     |     |     | 67     | 11.º | [ 16 ] |
| 2023  | Dallara F2 2018 Mecachrome V6 Turbo    | P    |     |                   |      |      |      |      |     |     |      |      |      |      |     |     |     |     |     |     |     |     |     |     |      |      |      |      |     |     |     |     |        |      |        |
| 2023  | Dallara F2 2018 Mecachrome V6 Turbo    | P    | SAK | SAK               | YED  | YED  | MEL  | MEL  | IMO | IMO | BAK  | BAK  | MON  | MON  | BAR | BAR | SPI | SPI | SIL | SIL | BUD | BUD | SPA | SPA | ZAN  | ZAN  | MNZ  | MNZ  | YMC | YMC | 99  | 9.º | [ 17 ] |      |        |
| 2023  | Dallara F2 2018 Mecachrome V6 Turbo    | P    | 24  | Kush Maini        | 7    | 4    | 5    | 12   | 3   | 9   | C    | C    | 4    | 5    | 13  | 6   | 18  | 17  | 16  | Ret | 13  | Ret | 6   | 20  | 18   | 8    | Ret  | 18   | 5   | Ret | 99  | 9.º | [ 17 ] | 13   | 9      |
| 2023  | Dallara F2 2018 Mecachrome V6 Turbo    | P    | 25  | Ralph Boschung    | 1    | 2    | 4    | 19   | DNS | 16  | C    | C    | Ret  | 20   | Ret | Ret | 16  | 15  | 17  | 14  | 20  | Ret | Ret | 19  | 8    | 10   | Ret  | 16   | 19  | 9   | 99  | 9.º | [ 17 ] | 18   | 15     |
| 2024* | Dallara F2 2024 Mecachrome V6 Turbo    | P    |     |                   |      |      |      |      |     |     |      |      |      |      |     |     |     |     |     |     |     |     |     |     |      |      |      |      |     |     | 99  | 9.º | [ 17 ] |      |        |
| 2024* | Dallara F2 2024 Mecachrome V6 Turbo    | P    | SAK | SAK               | YED  | YED  | MEL  | MEL  | IMO | IMO | MON  | MON  | BAR  | BAR  | SPI | SPI | SIL | SIL | BUD | BUD | SPA | SPA | MNZ | MNZ | BAK  | BAK  | LUS  | LUS  | YMC | YMC | 254 | 2.º | [ 18 ] |      |        |
| 2024* | Dallara F2 2024 Mecachrome V6 Turbo    | P    | 20  | Isack Hadjar      | 4    | Ret  | 15†  | Ret  | 6   | 1   | Ret  | 1    | 8    | 2    | 6   | 5   | 13  | 3   | Ret | 1   | 3   | 18  | 9   | 1   | 10   | 11   | 12   | 14   | 4   | 2   | 254 | 2.º | [ 18 ] | 5    | 19     |
| 2024* | Dallara F2 2024 Mecachrome V6 Turbo    | P    | 21  | Pepe Martí        | 3    | 2    | 7    | Ret  | Ret | 13  | 16   | Ret  | Ret  | 14   | 11  | 9   | 2   | 15  | Ret | 10  | 17  | 12  | Ret | Ret | 4    | 12   | 19   | Ret  | Ret | 16  | 254 | 2.º | [ 18 ] | 1    | 6      |

* Temporada en progreso.

#### Campeonato de Fórmula 3 de la FIA
(Clave) (negrita indica pole position) (cursiva indica vuelta rápida puntuable)

| Año  | Chasis                                | Neu. | N.º | Pilotos             | 1    | 1    | 2    | 2    | 3   | 3   | 4    | 4    | 5    | 5    | 6   | 6   | 7   | 7   | 8   | 8   | 9   | 9   |     |     |     | Puntos | Pos. | Ref.   |
| ---- | ------------------------------------- | ---- | --- | ------------------- | ---- | ---- | ---- | ---- | --- | --- | ---- | ---- | ---- | ---- | --- | --- | --- | --- | --- | --- | --- | --- | --- | --- | --- | ------ | ---- | ------ |
| 2019 | Dallara F3 2019 Mecachrome V634 3.4 L | P    |     |                     | BAR  | BAR  | LEC  | LEC  | SPI | SPI | SIL  | SIL  | BUD  | BUD  | SPA | SPA | MNZ | MNZ | SOC | SOC |     |     |     |     |     | 5      | 10.º | [ 19 ] |
| 2019 | Dallara F3 2019 Mecachrome V634 3.4 L | P    | 23  | Alex Peroni         | 12   | 24   | 8    | 14   | 21  | Ret | 10   | Ret  | 26   | 16   | Ret | 15  | Ret | WD  |     |     |     |     |     |     |     | 5      | 10.º | [ 19 ] |
| 2019 | Dallara F3 2019 Mecachrome V634 3.4 L | P    | 23  | David Schumacher    |      |      |      |      |     |     |      |      |      |      |     |     |     |     | 22  | 20  |     |     |     |     |     | 5      | 10.º | [ 19 ] |
| 2019 | Dallara F3 2019 Mecachrome V634 3.4 L | P    | 24  | Alessio Deledda     | Ret  | 23   | 16   | 23   | 26  | 24  | Ret  | 25   | 24   | 26   | 28  | 20  | 23  | 25  | 21  | 22  |     |     |     |     |     | 5      | 10.º | [ 19 ] |
| 2019 | Dallara F3 2019 Mecachrome V634 3.4 L | P    | 25  | Sebastián Fernández | 16   | 12   | Ret  | Ret  | 24  | Ret | 20   | 15   | 13   | 23   | 25  | 13  | 18  | 26  | 16  | 23† |     |     |     |     |     | 5      | 10.º | [ 19 ] |
| 2020 | Dallara F3 2019 Mecachrome V634 3.4 L | P    |     |                     | SPI1 | SPI1 | SPI2 | SPI2 | BUD | BUD | SIL1 | SIL1 | SIL2 | SIL2 | BAR | BAR | SPA | SPA | MNZ | MNZ | MUG | MUG |     |     |     | 17     | 6.º  | [ 20 ] |
| 2020 | Dallara F3 2019 Mecachrome V634 3.4 L | P    | 29  | Alex Peroni         | 3    | Ret  | 11   | 11   | 7   | 10  | 6    | 3    | 14   | 24   | 8   | 2   | 14  | 21  | 16  | 5   | 20  | 13  |     |     |     | 17     | 6.º  | [ 20 ] |
| 2020 | Dallara F3 2019 Mecachrome V634 3.4 L | P    | 30  | Alessio Deledda     | 29   | 20   | 27   | 21   | 20  | 23  | 23   | 28   | 25   | Ret  | 28  | Ret | Ret | 23  | 23  | 22  | 25  | 26  |     |     |     | 17     | 6.º  | [ 20 ] |
| 2020 | Dallara F3 2019 Mecachrome V634 3.4 L | P    | 31  | Sophia Flörsch      | 26   | 16   | 21   | Ret  | 18  | 14  | 22   | 25   | 20   | 19   | 27  | 23  | 27  | 20  | 21  | 12  | 22  | 24  |     |     |     | 17     | 6.º  | [ 20 ] |
| 2021 | Dallara F3 2019 Mecachrome V634 3.4 L | P    |     |                     | 1    | 1    | 1    | 2    | 2   | 2   | 3    | 3    | 3    | 4    | 4   | 4   | 5   | 5   | 5   | 6   | 6   | 6   | 7   | 7   | 7   | 32     | 8.º  | [ 21 ] |
| 2021 | Dallara F3 2019 Mecachrome V634 3.4 L | P    | BAR | BAR                 | BAR  | FRA  | FRA  | FRA  | SPI | SPI | SPI  | BUD  | BUD  | BUD  | SPA | SPA | SPA | ZAN | ZAN | ZAN | SOC | SOC | SOC |     |     | 32     | 8.º  | [ 21 ] |
| 2021 | Dallara F3 2019 Mecachrome V634 3.4 L | P    | 20  | László Tóth         | 27   | 23   | 26   |      |     |     | 19   | 21   | 21   | 27   | 23  | Ret | 25  | 22  | 23  | 25  | 16  | 24  | Ret | C   | 22  | 32     | 8.º  | [ 21 ] |
| 2021 | Dallara F3 2019 Mecachrome V634 3.4 L | P    | 20  | Pierre-Louis Chovet |      |      |      | 18   | 15  | 28† |      |      |      |      |     |     |     |     |     |     |     |     |     |     |     | 32     | 8.º  | [ 21 ] |
| 2021 | Dallara F3 2019 Mecachrome V634 3.4 L | P    | 21  | Lorenzo Colombo     | 23   | 22   | 29   | 14   | 20  | 19  | 25   | 19   | 13   | 7    | 7   | 11  | 1   | 14  | 14  | 13  | Ret | 17  | 6   | C   | Ret | 32     | 8.º  | [ 21 ] |
| 2021 | Dallara F3 2019 Mecachrome V634 3.4 L | P    | 22  | Amaury Cordeel      | 26   | 16   | 25   | 27   | 24  | 25  | 22   | 11   | 18   | 19   | Ret | 26  | 17  | Ret | Ret | 23  | Ret | 12  | 21  | C   | 16  | 32     | 8.º  | [ 21 ] |
| 2022 | Dallara F3 2019 Mecachrome V634 3.4 L | P    |     |                     | 1    | 1    | 2    | 2    | 3   | 3   | 4    | 4    | 5    | 5    | 6   | 6   | 7   | 7   | 8   | 8   | 9   | 9   | 10  | 10  |     | 53     | 8.º  | [ 22 ] |
| 2022 | Dallara F3 2019 Mecachrome V634 3.4 L | P    | SAK | SAK                 | IMO  | IMO  | BAR  | BAR  | SIL | SIL | SPI  | SPI  | BUD  | BUD  | SPA | SPA | ZAN | ZAN | MNZ | MNZ |     |     |     |     |     | 53     | 8.º  | [ 22 ] |
| 2022 | Dallara F3 2019 Mecachrome V634 3.4 L | P    | 20  | David Vidales       | 10   | 8    | 11   | 8    | 1   | Ret | 12   | 9    | 18   | 12   | Ret | 13  | 7   | 8   | 21  | Ret | DNS | Ret |     |     |     | 53     | 8.º  | [ 22 ] |
| 2022 | Dallara F3 2019 Mecachrome V634 3.4 L | P    | 21  | Hunter Yeany        | 23   | 21   | 17   | 16   | 27  | 26  | 16   | 19   | 22   | WD   |     |     |     |     |     |     | 24  | 17  |     |     |     | 53     | 8.º  | [ 22 ] |
| 2022 | Dallara F3 2019 Mecachrome V634 3.4 L | P    | 21  | Oliver Goethe       |      |      |      |      |     |     |      |      |      |      | 8   | 28  | Ret | 4   |     |     |     |     |     |     |     | 53     | 8.º  | [ 22 ] |
| 2022 | Dallara F3 2019 Mecachrome V634 3.4 L | P    | 21  | Sebastián Montoya   |      |      |      |      |     |     |      |      |      |      |     |     |     |     | 8   | 8   |     |     |     |     |     | 53     | 8.º  | [ 22 ] |
| 2022 | Dallara F3 2019 Mecachrome V634 3.4 L | P    | 22  | Pepe Martí          | 28†  | 13   | Ret  | 15   | 13  | 20  | 20   | 23   | 13   | Ret  | 14  | 29  | Ret | 22  | 19  | 14  | 9   | 26  |     |     |     | 53     | 8.º  | [ 22 ] |
| 2023 | Dallara F3 2019 Mecachrome V634 3.4 L | P    |     |                     | SAK  | SAK  | MEL  | MEL  | IMO | IMO | MON  | MON  | BAR  | BAR  | SPI | SPI | SIL | SIL | BUD | BUD | SPA | SPA | MNZ | MNZ |     | 179    | 4.º  | [ 23 ] |
| 2023 | Dallara F3 2019 Mecachrome V634 3.4 L | P    | 23  | Pepe Martí          | 1    | 6    | 13   | 7    | C   | C   | 1    | 9    | 8    | 1    | 6   | 9   | 10  | 3   | 20  | 6   | Ret | 9   | Ret | Ret |     | 179    | 4.º  | [ 23 ] |
| 2023 | Dallara F3 2019 Mecachrome V634 3.4 L | P    | 24  | Christian Mansell   | 13   | 13   | 9    | 10   | C   | C   | 20   | 17   | Ret  | 10   | 14  | 7   | 3   | 5   | 6   | 11  | 19  | 2   | 7   | 8   |     | 179    | 4.º  | [ 23 ] |
| 2023 | Dallara F3 2019 Mecachrome V634 3.4 L | P    | 25  | Hugh Barter         | 11   | 26   | 19   | 15   | C   | C   | 25   | 26   | 19   | 13   | 22  | 8   | 6   | 13  | 25  | 13  | 6   | 22  |     |     |     | 179    | 4.º  | [ 23 ] |
| 2023 | Dallara F3 2019 Mecachrome V634 3.4 L | P    | 25  | Joshua Dufek        |      |      |      |      |     |     |      |      |      |      |     |     |     |     |     |     |     |     | 14  | 14  |     | 179    | 4.º  | [ 23 ] |
| 2024 | Dallara F3 2019 Mecachrome V634 3.4 L | P    |     |                     | SAK  | SAK  | MEL  | MEL  | IMO | IMO | MON  | MON  | BAR  | BAR  | SPI | SPI | SIL | SIL | BUD | BUD | SPA | SPA | MNZ | MNZ |     | 179    | 4.º  | [ 25 ] |
| 2024 | Dallara F3 2019 Mecachrome V634 3.4 L | P    | 10  | Oliver Goethe       | 9    | 10   | 5    | 9    | 1   | 2   | 10   | 10   | 3    | 4    | 7   | 5   | Ret | 6   | 11  | 8   | 6   | 19  | 17  | 23† |     | 179    | 4.º  | [ 25 ] |
| 2024 | Dallara F3 2019 Mecachrome V634 3.4 L | P    | 11  | Sebastián Montoya   | 18   | 17   | 8    | 6    | 25  | 10  | 18   | 15   | Ret  | 12   | Ret | Ret | 7   | Ret | 19  | 19  | 5   | 2   | 11  | 21  |     | 179    | 4.º  | [ 25 ] |
| 2024 | Dallara F3 2019 Mecachrome V634 3.4 L | P    | 12  | Mari Boya           | 8    | 29   | 4    | 7    | Ret | 9   | 6    | 7    | 1    | 14   | 22  | 18  | 16  | 23  | 18  | 10  | 28  | Ret | 7   | Ret |     | 179    | 4.º  | [ 25 ] |

- * Temporada en progreso.

#### Fórmula Winter Series
| Temporada | Monoplaza      | Piloto          | Carreras | Victorias | Poles | VR | Podios | Puntos | Pos. |
| --------- | -------------- | --------------- | -------- | --------- | ----- | -- | ------ | ------ | ---- |
| 2023      | Tatuus F4-T421 | Matteo De Palo  | 2        | 1         | 2     | 0  | 1      | 37     | 6.º  |
| 2023      | Tatuus F4-T421 | Nerea Martí     | 2        | 0         | 0     | 0  | 0      | 9      | 14.º |
| 2023      | Tatuus F4-T421 | Maite Cáceres   | 4        | 0         | 0     | 0  | 0      | 9      | 15.º |
| 2023      | Tatuus F4-T421 | Lola Lovinfosse | 2        | 0         | 0     | 0  | 0      | 4      | 18.º |

### Categorías pasadas

#### GP2 Series
(Clave) (negrita indica pole position) (cursiva indica vuelta rápida puntuable)

| Año  | Chasis                                 | Neu. | N.º | Pilotos           | 1   | 1   | 2   | 2   | 3   | 3   | 4   | 4   | 5   | 5   | 6   | 6   | 7   | 7   | 8   | 8   | 9   | 9   | 10  | 10  | 11  | 11  | 12  | 12  | Puntos | Pos. | Ref.   |
| ---- | -------------------------------------- | ---- | --- | ----------------- | --- | --- | --- | --- | --- | --- | --- | --- | --- | --- | --- | --- | --- | --- | --- | --- | --- | --- | --- | --- | --- | --- | --- | --- | ------ | ---- | ------ |
| 2005 | Dallara GP2/05 Mecachrome V8108 GP2 V8 | B    |     |                   | IMO | IMO | BAR | BAR | MON | MON | NÜR | NÜR | MAG | MAG | SIL | SIL | HOC | HOC | BUD | BUD | EST | EST | MNZ | MNZ | SPA | SPA | SAK | SAK | 7.5    | 12.º | [ 26 ] |
| 2005 | Dallara GP2/05 Mecachrome V8108 GP2 V8 | B    | 20  | Juan Cruz Álvarez | Ret | 7   | Ret | 12  | Ret | Ret | 18† | 15  | Ret | NC  | 11  | Ret | 10  | NC  | Ret | 7   | 15  | Ret | 12  | 17† | 5   | 6   | 10  | 12  | 7.5    | 12.º | [ 26 ] |
| 2005 | Dallara GP2/05 Mecachrome V8108 GP2 V8 | B    | 21  | Sergio Hernández  | 11  | 8   | Ret | 18† | 8   | 8   | 15  | 5   | 13  | 14  | 16  | 12  | Ret | 19  | Ret | 18† | Ret | 20† | Ret | 7   | Ret | 20† | 15  | 18  | 7.5    | 12.º | [ 26 ] |
| 2006 | Dallara GP2/05 Mecachrome V8108 GP2 V8 | B    |     |                   | VAL | VAL | IMO | IMO | NÜR | NÜR | BAR | BAR | MON | MON | SIL | SIL | MAG | MAG | HOC | HOC | BUD | BUD | EST | EST | MNZ | MNZ |     |     | 12     | 12.º | [ 27 ] |
| 2006 | Dallara GP2/05 Mecachrome V8108 GP2 V8 | B    | 24  | Adrián Vallés     | 3   | Ret | 9   | Ret | Ret | 14  | 18  | 16  | Ret | Ret | 9   | Ret | 15  | 13  | 18  | Ret | Ret | 7   | Ret | 14  | Ret | 11  |     |     | 12     | 12.º | [ 27 ] |
| 2006 | Dallara GP2/05 Mecachrome V8108 GP2 V8 | B    | 25  | Félix Porteiro    | Ret | Ret | 10  | 6   | 16  | Ret | 17  | Ret | 6   | 6   | 8   | DSQ | 18  | 10  | 12  | 18  | Ret | 12  | 19† | Ret | Ret | NC  |     |     | 12     | 12.º | [ 27 ] |
| 2007 | Dallara GP2/05 Mecachrome V8108 GP2 V8 | B    |     |                   | SAK | SAK | BAR | BAR | MON | MON | MAG | MAG | SIL | SIL | NÜR | NÜR | BUD | BUD | EST | EST | MNZ | MNZ | SPA | SPA | VAL | VAL |     |     | 80     | 3.º  | [ 28 ] |
| 2007 | Dallara GP2/05 Mecachrome V8108 GP2 V8 | B    | 24  | Vitali Petrov     | 14  | 11  | 10  | 16† | 6   | 6   | 5   | 5   | 9   | 9   | 11  | 17  | Ret | 9   | 17  | 5   | 12  | 12  | 9   | 11  | 1   | 8   |     |     | 80     | 3.º  | [ 28 ] |
| 2007 | Dallara GP2/05 Mecachrome V8108 GP2 V8 | B    | 25  | Giorgio Pantano   | DNS | Ret | Ret | 6   | 2   | 2   | 1   | 3   | Ret | 8   | 4   | 7   | Ret | 7   | 2   | 12  | 1   | DSQ | Ret | 14  | 2   | 5   |     |     | 80     | 3.º  | [ 28 ] |
| 2008 | Dallara GP2/08 Mecachrome V8108 GP2 V8 | B    |     |                   | BAR | BAR | EST | EST | MON | MON | MAG | MAG | SIL | SIL | HOC | HOC | BUD | BUD | VAL | VAL | SPA | SPA | MNZ | MNZ |     |     |     |     | 103    | 1.º  | [ 29 ] |
| 2008 | Dallara GP2/08 Mecachrome V8108 GP2 V8 | B    | 5   | Vitali Petrov     | 6   | Ret | 5   | 2   | Ret | 15  | 4   | 18† | 10  | 5   | Ret | 11  | Ret | 9   | 1   | 15† | 4   | 3   | Ret | Ret |     |     |     |     | 103    | 1.º  | [ 29 ] |
| 2008 | Dallara GP2/08 Mecachrome V8108 GP2 V8 | B    | 6   | Ben Hanley        | Ret | 9   | 17  | 6   | 16  | 14  |     |     |     |     |     |     |     |     |     |     |     |     |     |     |     |     |     |     | 103    | 1.º  | [ 29 ] |
| 2008 | Dallara GP2/08 Mecachrome V8108 GP2 V8 | B    | 6   | Lucas Di Grassi   |     |     |     |     |     |     | 2   | 4   | 2   | 2   | 5   | Ret | 1   | 10  | 4   | 1   | 20† | 5   | 1   | 11  |     |     |     |     | 103    | 1.º  | [ 29 ] |
| 2014 | Dallara GP2/11 Mecachrome V8108 GP2 V8 | P    |     |                   | SAK | SAK | BAR | BAR | MON | MON | SPI | SPI | SIL | SIL | HOC | HOC | BUD | BUD | SPA | SPA | MNZ | MNZ | SOC | SOC | YMC | YMC |     |     | 128    | 7.º  | [ 30 ] |
| 2014 | Dallara GP2/11 Mecachrome V8108 GP2 V8 | P    | 26  | Arthur Pic        | 5   | 9   | 6   | 4   | 6   | 5   | 10  | 13  | 11  | 22† | 19  | Ret | 1   | 6   | 15  | 20  | 2   | 7   | 4   | 5   | 8   | 3   |     |     | 128    | 7.º  | [ 30 ] |
| 2014 | Dallara GP2/11 Mecachrome V8108 GP2 V8 | P    | 27  | Kimiya Sato       | Ret | 19  | 19  | 15  | 15  | 14  | Ret | 19  | 23  | 20  |     |     | Ret | Ret | 17  | 18  | Ret | 12  | 13  | 7   | 14  | 22  |     |     | 128    | 7.º  | [ 30 ] |
| 2014 | Dallara GP2/11 Mecachrome V8108 GP2 V8 | P    | 27  | Alexander Rossi   |     |     |     |     |     |     |     |     |     |     | Ret | 7   |     |     |     |     |     |     |     |     |     |     |     |     | 128    | 7.º  | [ 30 ] |
| 2015 | Dallara GP2/11 Mecachrome V8108 GP2 V8 | P    |     |                   | SAK | SAK | BAR | BAR | MON | MON | SPI | SPI | SIL | SIL | BUD | BUD | SPA | SPA | MNZ | MNZ | SOC | SOC | SAK | SAK | YMC | YMC |     |     | 198    | 4.º  | [ 31 ] |
| 2015 | Dallara GP2/11 Mecachrome V8108 GP2 V8 | P    | 14  | Arthur Pic        | Ret | 10  | 9   | 8   | 4   | 6   | 9   | 11  | 14  | 16  | 13  | 10  | 2   | Ret | 7   | 2   | 8   | 13  | 10  | 16  | 17  | C   |     |     | 198    | 4.º  | [ 31 ] |
| 2015 | Dallara GP2/11 Mecachrome V8108 GP2 V8 | P    | 15  | Rio Haryanto      | 2   | 1   | 4   | 6   | 16  | Ret | 7   | 1   | 8   | 1   | 4   | 5   | 13  | 10  | 13  | 11  | 5   | 2   | 7   | 18  | 7   | C   |     |     | 198    | 4.º  | [ 31 ] |
| 2016 | Dallara GP2/11 Mecachrome V8108 GP2 V8 | P    |     |                   | BAR | BAR | MON | MON | BAK | BAK | SPI | SPI | SIL | SIL | BUD | BUD | HOC | HOC | SPA | SPA | MNZ | MNZ | KUA | KUA | YMC | YMC |     |     | 114    | 6.º  | [ 32 ] |
| 2016 | Dallara GP2/11 Mecachrome V8108 GP2 V8 | P    | 7   | Mitch Evans       | 12  | 14  | 5   | 4   | 5   | Ret | 1   | 8   | 4   | 13  | 10  | 5   | Ret | 10  | 16  | 13  | 8   | Ret | 8   | 6   | 15  | 8   |     |     | 114    | 6.º  | [ 32 ] |
| 2016 | Dallara GP2/11 Mecachrome V8108 GP2 V8 | P    | 8   | Sean Gelael       | 17  | 13  | 13  | Ret | 7   | Ret | 2   | Ret | 21  | 18  | 22  | 10  | Ret | Ret | 18  | 15  | DSQ | 16  | 16  | Ret | Ret | 21  |     |     | 114    | 6.º  | [ 32 ] |

#### GP2 Asia Series
(Clave) (negrita indica pole position) (cursiva indica vuelta rápida puntuable)

| Año  | Chasis                                 | Neu. | N.º | Pilotos       | 1    | 1    | 2   | 2   | 3   | 3   | 4   | 4   | 5    | 5    | Puntos | Pos. | Ref.   |
| ---- | -------------------------------------- | ---- | --- | ------------- | ---- | ---- | --- | --- | --- | --- | --- | --- | ---- | ---- | ------ | ---- | ------ |
| 2008 | Dallara GP2/08 Mecachrome V8108 GP2 V8 | B    |     |               | YMC1 | YMC1 | SEN | SEN | KUA | KUA | SAK | SAK | YMC2 | YMC2 | 39     | 3.º  | [ 33 ] |
| 2008 | Dallara GP2/08 Mecachrome V8108 GP2 V8 | B    | 5   | Vitaly Petrov | Ret  | 9    | 5   | 3   | 1   | 3   | 10  | 3   | 4    | Ret  | 39     | 3.º  | [ 33 ] |
| 2008 | Dallara GP2/08 Mecachrome V8108 GP2 V8 | B    | 6   | Diego Nunes   | 12   | DNS  |     |     |     |     |     |     |      |      | 39     | 3.º  | [ 33 ] |
| 2008 | Dallara GP2/08 Mecachrome V8108 GP2 V8 | B    | 6   | Ben Hanley    |      |      | 3   | 16  | Ret | 14  | Ret | 10  | Ret  | Ret  | 39     | 3.º  | [ 33 ] |

#### GP3 Series
(Clave) (negrita indica pole position) (cursiva indica vuelta rápida puntuable)

| Año  | Chasis                          | Neu. | N.º | Pilotos                 | 1   | 1   | 2   | 2   | 3   | 3   | 4   | 4   | 5   | 5   | 6   | 6   | 7   | 7   | 8   | 8   | 9   | 9   | Puntos | Pos. | Ref.   |
| ---- | ------------------------------- | ---- | --- | ----------------------- | --- | --- | --- | --- | --- | --- | --- | --- | --- | --- | --- | --- | --- | --- | --- | --- | --- | --- | ------ | ---- | ------ |
| 2015 | Dallara GP3/13 AER 3.4 L        | P    |     |                         | BAR | BAR | SPI | SPI | SIL | SIL | BUD | BUD | SPA | SPA | MNZ | MNZ | SOC | SOC | SAK | SAK | YMC | YMC | 51     | 7.º  | [ 34 ] |
| 2015 | Dallara GP3/13 AER 3.4 L        | P    | 23  | Zaid Ashkanani          | 11  | 15  | 18  | 14  | 21  | 22  | 20  | 16  | 14  | 18  | 13  | 15  | 20  | 19  | 17  | 13  | 19  | 21  | 51     | 7.º  | [ 34 ] |
| 2015 | Dallara GP3/13 AER 3.4 L        | P    | 24  | Álex Palou              | 12  | 20  | 14  | Ret | Ret | 13  | 19  | 18  | 7   | 5   | 7   | 10  | 4   | 9   | Ret | 10  | 8   | 1   | 51     | 7.º  | [ 34 ] |
| 2015 | Dallara GP3/13 AER 3.4 L        | P    | 25  | Samin Gómez             | 20  | 19  | Ret | 16  |     |     | 21  | Ret |     |     |     |     |     |     |     |     |     |     | 51     | 7.º  | [ 34 ] |
| 2015 | Dallara GP3/13 AER 3.4 L        | P    | 25  | Christopher Höher       |     |     |     |     | 23  | 24  |     |     |     |     |     |     |     |     |     |     |     |     | 51     | 7.º  | [ 34 ] |
| 2015 | Dallara GP3/13 AER 3.4 L        | P    | 25  | Brandon Maïsano         |     |     |     |     |     |     |     |     |     |     | 12  | 13  |     |     |     |     |     |     | 51     | 7.º  | [ 34 ] |
| 2015 | Dallara GP3/13 AER 3.4 L        | P    | 25  | Konstantin Tereshchenko |     |     |     |     |     |     |     |     |     |     |     |     | 17  | 16  | 18  | 17  | Ret | 20  | 51     | 7.º  | [ 34 ] |
| 2016 | Dallara GP3/16 Mecachrome 3.4 L | P    |     |                         | BAR | BAR | SPI | SPI | SIL | SIL | BUD | BUD | HOC | HOC | SPA | SPA | MNZ | MNZ | KUA | KUA | YMC | YMC | 66     | 7.º  | [ 35 ] |
| 2016 | Dallara GP3/16 Mecachrome 3.4 L | P    | 22  | Álex Palou              | 19  | 14  | 16  | 11  | 10  | 2   | 11  | 14  | 16  | 19† | 13  | 11  | 11  | 7   | 14  | 19  | 10  | 5   | 66     | 7.º  | [ 35 ] |
| 2016 | Dallara GP3/16 Mecachrome 3.4 L | P    | 23  | Steijn Schothorst       | Ret | 22  | 20  | 12  | 14  | 5   | 22  | 20  | Ret | 17  | 6   | 7   | 13  | 13  | 5   | 10  | 6   | 7   | 66     | 7.º  | [ 35 ] |
| 2016 | Dallara GP3/16 Mecachrome 3.4 L | P    | 24  | Konstantin Tereshchenko | 17  | 21  | 18  | Ret | 20  | 13  | 16  | 17  | Ret | 15  | 17  | Ret | 17  | 14  | 17  | 17  | 8   | 6   | 66     | 7.º  | [ 35 ] |
| 2017 | Dallara GP3/16 Mecachrome 3.4 L | P    |     |                         | BAR | BAR | SPI | SPI | SIL | SIL | BUD | BUD | SPA | SPA | MNZ | MNZ | JER | JER | YMC | YMC |     |     | 56     | 5.º  | [ 36 ] |
| 2017 | Dallara GP3/16 Mecachrome 3.4 L | P    | 26  | Julien Falchero         | 11  | 10  | 15  | 11  | 10  | Ret | 13  | Ret | 8   | 5   | 8   | C   | 10  | 9   | DNS | 16  |     |     | 56     | 5.º  | [ 36 ] |
| 2017 | Dallara GP3/16 Mecachrome 3.4 L | P    | 27  | Raoul Hyman             | 8   | 7   | 8   | 1   | 16  | 11  | 14  | 7   | 14  | 10  | 11  | C   | 19  | 15  | 13  | 11  |     |     | 56     | 5.º  | [ 36 ] |
| 2017 | Dallara GP3/16 Mecachrome 3.4 L | P    | 28  | Marcos Siebert          | 10  | 16  | 12  | 10  | 12  | 10  | 11  | 9   | Ret | Ret | 4   | C   | 18  | 17  | Ret | Ret |     |     | 56     | 5.º  | [ 36 ] |
| 2018 | Dallara GP3/16 Mecachrome 3.4 L | P    |     |                         | BAR | BAR | LEC | LEC | SPI | SPI | SIL | SIL | BUD | BUD | SPA | SPA | MNZ | MNZ | SOC | SOC | YMC | YMC | 195    | 3.º  | [ 37 ] |
| 2018 | Dallara GP3/16 Mecachrome 3.4 L | P    | 18  | Leonardo Pulcini        | 4   | 9   | 4   | 8   | 2   | 3   | 6   | 6   | 2   | 4   | 15  | Ret | 14  | 7   | 1   | 8   | 1   | 12  | 195    | 3.º  | [ 37 ] |
| 2018 | Dallara GP3/16 Mecachrome 3.4 L | P    | 19  | Simo Laaksonen          | 15  | 8   | 13  | 11  | 9   | 15  | 13  | 16  | 14  | 11  | 12  | 13  | 4   | 8   | 6   | 14  | 9   | 3   | 195    | 3.º  | [ 37 ] |
| 2018 | Dallara GP3/16 Mecachrome 3.4 L | P    | 20  | Diego Menchaca          | 10  | 12  | 14  | Ret | 14  | 16  | 12  | 11  | 9   | 10  | 19  | 16  | Ret | 14  | Ret | 15  | 18  | 16  | 195    | 3.º  | [ 37 ] |

## Graduados a Fórmula 1
| Piloto          | Campos Academy  | Campos Academy | Campos Academy | Campos Academy | F1                     | F1            | F1       | F1        | F1    | F1     |
| Piloto          | Temporadas      | Carreras       | Victorias      | Podios         | Temporadas             | Primer equipo | Carreras | Victorias | Poles | Podios |
| --------------- | --------------- | -------------- | -------------- | -------------- | ---------------------- | ------------- | -------- | --------- | ----- | ------ |
| Marc Gené       | 1998            | 14             | 6              | 9              | 1999-2000, 2003-2004   | Minardi       | 36       | 0         | 0     | 0      |
| Fernando Alonso | 1999            | 15             | 6              | 8              | 2001, 2003-2018, 2021- | Minardi       | 412      | 32        | 22    | 106    |
| Giorgio Pantano | 2007            | 21             | 2              | 5              | 2004                   | Jordan        | 14       | 0         | 0     | 0      |
| Vitali Petrov   | 2007-2008, 2008 | 51             | 3              | 8              | 2010-2012              | Renault       | 57       | 0         | 0     | 1      |
| Lucas di Grassi | 2008            | 14             | 3              | 6              | 2010                   | Virgin        | 18       | 0         | 0     | 0      |
| Sergio Pérez    | 2008            | 11             | 2              | 3              | 2011-2024              | Sauber        |          |           |       |        |
| Alexander Rossi | 2014            | 2              | 0              | 0              | 2015                   | Marussia      | 5        | 0         | 0     | 0      |
| Rio Haryanto    | 2015            | 21             | 3              | 5              | 2016                   | Manor         | 12       | 0         | 0     | 0      |
| Roberto Merhi   | 2017-2018, 2022 | 12             | 0              | 2              | 2015                   | Marussia      | 13       | 0         | 0     | 0      |
| Lando Norris    | 2017            | 2              | 0              | 0              | 2019-                  | McLaren       | 139      | 7         | 12    | 35     |
| Jack Aitken     | 2019-2020       | 44             | 3              | 9              | 2020                   | Williams      | 1        | 0         | 0     | 0      |
| Isack Hadjar    | 2024            | 28             | 4              | 8              | 2025                   | Racing Bulls  | 10       | 0         | 0     | 0      |

Nota: actualizado a la carrera del  Gran Premio de Austria de 2025.
- En negrita los pilotos que hayan ganado un Gran Premio de Fórmula 1.
- En fondo dorado, los pilotos que ganaron el Campeonato Mundial de Pilotos de Fórmula 1.
- En fondo rojo, los pilotos que completaron alguna temporada con el equipo Campos Racing.
- El argentino Franco Colapinto formó parte de la Campos Racing Academy, pese a no disputar ninguna carrera con el equipo.